# Абу Бакр I (Манса Мали)
Абу Бакр I (манд. Abu Bakr I), имя при рождении Бата Манде Бори — 5-й манса империи Мали, правивший с 1274 по 1285 год.

## Биография
Абу Бакр был сыном дочери Сундиаты Кейта, которого он[кто?] позже усыновил. В 1274 году он сменил на троне мансу Халифу — тирана, которого свергли придворные и члены Гбары. Абу Бакр был единственным мансой империи Мали, наследовавшим по женской линии. Неизвестно ознаменовало ли наследование Абу Бакра возвращение к традиционной схеме наследования. Правление Абу Бакра ничем примечательным не запомнилось. Известно лишь то, что в 1285 году после смерти Абу Бакра ему наследовал его военачальник Сакура, который получил власть в результате государственного переворота.